# جین هیراتسوکا
جین هیراتسوکا (انگلیسی: Jin Hiratsuka؛ زادهٔ ۱۹ مهٔ ۱۹۹۹) بازیکن فوتبال اهل ژاپن است.
از باشگاه‌هایی که در آن بازی کرده‌است می‌توان به باشگاه فوتبال شیمیزو اس-پالس اشاره کرد.